# Giovanni Messe
Giovanni Messe (Mesagne, Apulia; 10 de diciembre de 1883-Roma, 18 de diciembre de 1968) fue un general y político italiano durante la Segunda Guerra Mundial.

## Biografía

### Inicios
Nació el 10 de diciembre de 1883 en Mesagne, poblado cerca de la ciudad de Bríndisi, hijo de un albañil. La pobreza de su familia le forzó a trabajar como aprendiz de su padre, abandonando sus estudios elementales. Se unió al ejército en 1901 en calidad de soldado raso. Tras pasar varios años en esta condición, se unió a la escuela de suboficiales en Módena y logró graduarse como alférez en 1910. 
Participó en la conquista italiana de Libia y también en la Primera Guerra Mundial con el grado de teniente. Después de participar en numerosas batallas de esta contienda, fue progresivamente ascendido por méritos de guerra hasta que en 1918 se convirtió en comandante, ganando numerosas medallas. En 1923 es designado oficial adjunto del rey Víctor Manuel III desde 1923 hasta 1927. Desde esta última fecha Messe comandó una unidad especial italiana llamada Bersaglieri, además de ser ascendido a coronel.
En septiembre de 1935, Messe asumió el comando de una brigada motorizada en Verona, con el rango de brigadier general. Después de resaltar por sus actos de guerra en la invasión de Etiopía, Messe se convirtió en Mayor General y luego en comandante de una división armada italiana.

### Durante la Segunda Guerra Mundial
Después de la anexión italiana de Albania en abril de 1939, Messe estuvo al servicio del gobernador italiano, General Ubaldo Soddu. Messe comandó varios cuerpos de tropas durante la Campaña de los Balcanes entre 1940 y 1941 y se destacó de nuevo con éxitos bélicos. Sin embargo, la llegada del invierno obligó a las tropas italianas a ponerse a la defensiva, hecho que fue aprovechado por el mando militar griego que lanzó un exitoso contraataque. Se necesitó la ayuda bélica de Alemania para que las Fuerzas del Eje lograran controlar Grecia.
La experiencia de Messe en la guerra blindada fue factor clave para que el Alto Mando italiano tomara la decisión enviarlo al lado del general alemán Erwin Rommel en la Campaña en África del Norte en el año 1941. Sin embargo, a mediados de 1941 Messe fue enviado al  Frente Oriental para que participará en la Operación Barbarroja con el "Cuerpo Expedicionario Italiano en Rusia" conocido como CSIR, y formado por tres divisiones. 
Si bien la campaña del Eje en la Unión Soviética tuvo éxitos iniciales, para mediados de 1942 la situación se había tornado difícil para la Wehrmacht y sus aliados, pese a lo cual Mussolini ordenó en el verano de 1942 aumentar el tamaño del CSIR a diez divisiones. Aunque Messe había prevenido al Duce que las tropas italianas no estaban preparadas para esta lucha, además de hallarse muy escasas de equipamiento y armas, Mussolini desoyó sus quejas y Messe fue relevado del mando en Rusia en julio de 1942. Meses después, en el marco de la Batalla de Stalingrado las tropas de la Armata Italiana in Russia sufrieron el impacto de la ofensiva soviética y soportaron gravísimas bajas, por lo cual debieron iniciar una terrible retirada, al estar desprovistas de armamento y provisiones para resistir la campaña. 
Al retirarse las tropas italianas del Frente Oriental en febrero de 1943, Messe fue enviado finalmente a Túnez en África, para encargarse allí del I Ejército Italiano, pero tras la Segunda Batalla de El Alamein esta fuerza se hallaba formada apenas por los restos del Afrika Korps y diezmadas tropas italianas estacionadas en Libia; Erwin Rommel fue enviado de vuelta a Alemania al enfermarse gravemente y Messe se quedó con toda la responsabilidad de enfrentarse a los norteamericanos y los británicos que lo atacaban tanto en el este como en el oeste. 
Durante estos meses la función del general Messe fue defender Túnez para demorar el avance aliado tanto tiempo como fuese posible, y tras marzo de 1943 se le otorgó mando efectivo sobre varias unidades del Afrika Korps que aún resistían en Túnez, junto con el general alemán Hans Jürgen von Arnim; durante este periodo Messe se dedicó a reorganizar en lo posible a los tropas italianas y alemanas que se habían desbandado tras la derrota en El Alamein y el avance aliado sobre Libia, siendo el único general italiano a quien el OKW entregó el mando sobre tropas alemanas en combate y recibiendo la Cruz de Caballero.
El 12 de mayo Messe fue promovido por Mussolini a mariscal de Italia, cuando las tropas del Eje en Túnez se hallaban ya sin municiones ni suministros para seguir resistiendo en las últimas fases de la Campaña de Túnez. De hecho cuando Messe se rindió al día siguiente de su designación los estadounidenses tenían confinado a su ejército ítaloalemán en un espacio minúsculo al extremo nororiental de Túnez.
Cuando Italia capituló en septiembre de 1943, Messe fue liberado del campo de prisioneros y se convirtió en jefe de Estado Mayor del Regio Esercito Cobeligerante Italiano, en su mayoría formada por italianos capturados por los aliados y rearmados, destinados a luchar al lado de los aliados en contra de Alemania. Cuando acabó la guerra en mayo de 1945, Messe se mantuvo leal a la Casa de Saboya y al proclamarse la República en 1946 fue retirado después de 44 años de servicio.

### Posguerra
Messe escribió sus experiencias en la guerra en un libro llamado Come finì la guerra in Africa. La "Prima Armata" italiana in Tunisia. Debido a esto y a su distinguida conducta durante la guerra, su popularidad creció y fue elegido representante del Senado desde 1953 hasta 1958. También se desempeñó como presidente de la Asociación de Veteranos Italianos, puesto que ocupó desde 1956 hasta su muerte en 1968, siendo reconocido por su habilidad y valentía por el gobierno de la República Italiana. Muchos altos oficiales le rindieron honores, incluso algunos de los Estados Unidos y Reino Unido, siendo el único militar italiano que desempeñó todos los rangos del escalafón de su país, desde soldado raso hasta mariscal.